# Казе Сера Алта (Торино)
Казе Сера Алта је насеље у Италији у округу Торино, региону Пијемонт.
Према процени из 2011. у насељу је живело 9 становника. Насеље се налази на надморској висини од 630 м.